# Диэдр
Диэдр — вид многогранника, состоящего из двух многоугольных граней, имеющих общий набор рёбер. В трёхмерном евклидовом пространстве он является вырожденным, если его грани плоские, в то время как в трёхмерном сферическом пространстве диэдр с плоскими гранями может рассматриваться как линза, примером которой является фундаментальная область линзового пространства L(p,q) .
Обычно правильный диэдр подразумевается состоящим из двух правильных многоугольников, и это даёт ему символ Шлефли {n,2}. Каждый многоугольник заполняет полусферу с правильным n-угольником на большом круге (экваторе) между ними .
Двойственным многогранником n-угольного диэдра является n-угольный осоэдр, в котором n двуугольных граней имеют две общие вершины.

## Как многогранник
Диэдр можно считать вырожденной призмой, состоящей из двух (плоских) n-сторонних многоугольников, соединённых внутренними сторонами, так что результирующий объект имеет нулевую высоту.

## Как мозаика на сфере
Как сферическая мозаика диэдр может существовать в невырожденном виде с n-сторонними гранями, покрывающими сферу. Каждая грань этого диэдра является полусферой с вершинами на большом круге. (Грань правильная, если вершины находятся на равном расстоянии друг от друга.)
Правильный многогранник {2,2} самодвойственен и является одновременно осоэдром и диэдром.
| Рисунок         |                                |                               |                               |                               |                               |
| Шлефли          | {2,2}                          | {3,2}                         | {4,2}                         | {5,2}                         | {6,2}…                        |
| Коксетер        | node_1 · 2x · node · 2x · node | node_1 · 3 · node · 2x · node | node_1 · 4 · node · 2x · node | node_1 · 5 · node · 2x · node | node_1 · 6 · node · 2x · node |
| Грани           | 2 {2}                          | 2 {3}                         | 2 {4}                         | 2 {5}                         | 2 {6}                         |
| Рёбра и вершины | 2                              | 3                             | 4                             | 5                             | 6                             |

## Бесконечноугольный диэдр
В пределе диэдр становится бесконечноугольным диэдром в виде 2-мерной мозаики:

## Дитоп
Правильный дитоп — это n-мерный аналог диэдра с символом Шлефли {p, … q, r,2}. Дитоп имеет две (n-1)-мерной грани {p, … q, r}, которые имеют общую (n-12)-мерную грань.